# Vũng Liêm (huyện)
Vũng Liêm là một huyện cũ nằm ở phía đông tỉnh Vĩnh Long, Việt Nam.

## Địa lý
Huyện Vũng Liêm nằm ở phía đông nam của tỉnh Vĩnh Long, có vị trí địa lý: 
- Phía đông giáp huyện Mỏ Cày Bắc và huyện Mỏ Cày Nam thuộc tỉnh Bến Tre
- Phía tây giáp huyện Tam Bình và huyện Trà Ôn
- Phía nam giáp huyện Cầu Kè và huyện Càng Long thuộc tỉnh Trà Vinh
- Phía bắc giáp huyện Mang Thít và huyện Chợ Lách, tỉnh Bến Tre.

### Địa hình
Vũng Liêm thuộc đồng bằng duyên hải. Có sông Cổ Chiên, Mang Thít và rạch Bưng Trường, Vũng Liêm chảy qua. Điều kiện thuận lợi phát triển nền kinh tế nông nghiệp. Đồng thời Vũng Liêm là vùng sản xuất nhiều lúa gạo phẩm chất cao và gạo đặc sản.
Địa hình huyện Vũng Liêm thuộc dạng địa hình đồng bằng do phù sa bồi đắp tạo nên, tương đối bằng phẳng, tiểu địa hình cao ở các xã ven sông Cổ Chiên và sông Măng Thít thấp dần về phía Nam của huyện, chia ra các cấp sau:
- Vùng có cao trình <0,6m chiếm 0,07% diện tích đang sử dụng, phân bố ở xã Hiếu Thành
- Vùng có cao trình từ 0,6 - 0,8m chiếm 7,11% diện tích đang sử dụng, phân bố nhiều ở 2 xã Hiếu Thành và xã Hiếu Nghĩa và phần ít ở các xã còn lại
- Vùng có cao trình từ 0,8 - 1,0m chiếm 21% diện tích đang sử dụng, phân bố ở các xã Trung Thành, Trung Thành Đông, Trung Ngãi, Trung Thành Tây, Hiếu Phụng, Hiếu Thuận, Hiếu Thành, Hiếu Nhơn, Hiếu Nghĩa, Tân Quới Trung và xã Tân An Luông
- Vùng có cao trình từ 1,0 - 1,2m chiếm 44,61% diện tích đang sử dụng, phân bố tập trung ở các xã Trung Hiếu, Trung Thành, Trung Ngãi, Trung Nghĩa, Trung Thành Tây, Thị Trấn, Trung An, Trung Chánh, Trung Hiệp, Quới An và một phần ở Thanh Bình, Quới Thiện và xã Tân An Luông
- Vùng có cao trình từ 1,2 - 1,4m chiếm 24,43% diện tích đang sử dụng, phân bố các xã Thanh Bình, Quới Thiện, Quới An, Trung Hiệp, Trung Thành, Thị Trấn, Trung Thành Tây, Trung Thành Đông, Trung Chánh và xã Tân Quới Trung
- Vùng có cao trình từ 1,4 - 2,0m chiếm 2,78% diện tích đang sử dụng, chỉ có ở thị trấn Vũng Liêm khu vực đất giồng cát.

### Khí hậu
Vũng Liêm có đặc điểm cũng như toàn tỉnh Vĩnh Long, nằm trong vùng nhiệt đới gió mùa, quanh năm nóng, ẩm, có chế độ nhiệt tương đối cao và bức xạ dồi dào, với các đặc trung như sau:
- Nhiệt độ bình quân trong năm biến động từ 27,3 - 28,7 °C, vào mùa khô đặc biệt tháng 4, 5, nhiệt của toàn tỉnh lên cao 35,5 - 38 °C
- Bức xạ trên địa bàn huyện tương đối cao, bình quân số giờ nắng trong một ngày là 7,5 giờ. Bức xạ quang hợp hàng năm đạt 79.600 cal/m². Thời gian chiếu sáng bình quân năm đạt 2.550 - 2.700 giờ/năm
- Độ ẩm không khí bình quân 81 - 85%, tháng có độ ẩm không khí cao nhất là 88% vào tháng 9 và tháng có độ ẩm không khí thấp nhất là 77% vào tháng 3
- Lượng mưa: Số ngày mưa bình quân trong năm là 100 - 115 ngày với lượng mưa trung bình đạt 1.550 - 1.650 mm/năm.

### Thủy văn
Vũng Liêm chịu ảnh hưởng chế độ bán nhật triều không đều của biển Đông thông qua các sông lớn là sông Cổ Chiên và sông Măng Thít, có đặc tính địa hình rất nhạy cảm với chế độ nước trên sông, rạch, trong ngày có hai con nước lớn, ròng, trong tháng thì có hai con nước rong vào những ngày đầu và giữa của tháng âm lịch. Hệ kinh trục phân bố khá đều trên toàn huyện với mật độ bình quân trên 13,7 m/ha. Trong khi đó mật độ kinh mương nội đồng trung bình 20 m/ha và phân bố không đều. Nước ngọt hầu như quanh năm (chỉ nhiễm mặn nhẹ diễn ra vài ngày trong năm ở các xã ven sông Cổ Chiên), tạo thuận lợi cho tưới tiêu trong nông nghiệp, giao thông thủy, phục vụ cho sản xuất và sinh hoạt.

### Tài nguyên thiên nhiên

#### Tài nguyên đất
Theo kết quả điều tra khảo sát thổ nhưỡng của Chương trình đất Tỉnh Vĩnh Long năm 1990 và kết quả điều tra khảo sát, chỉnh lý, đánh giá biến động các đơn vị đất trên toàn Tỉnh năm 2002, thực hiện trên bản đồ nền tỷ lệ 1: 25.000 cho thấy đặc điểm về tài nguyên đất của huyện có 4 nhóm chính:
- Nhóm đất phù sa: chiếm 31,77% diện tích đang sử dụng, gồm 4 nhóm phụ (18 đơn vị đất), trong đó:

- Đất phù sa chưa phát triển (2 đơn vị đất): chiếm 6,23% nhóm đất phù sa, phân bố ở 2 xã cù lao Thanh Bình, Quới Thiện và xã Trung Thành Đông
- Đất phù sa bắt đầu phát triển (4 đơn vị đất): chiếm 6,89% nhóm đất phù sa, phân bố phần lớn ở 2 xã Trung Thành Đông và Quới An
- Đất phù sa phát triển sâu (6 đơn vị đất): chiếm 46,52% nhóm đất phù sa, phân bố Trung Ngãi, Hiếu Nghĩa, thị trấn Vũng Liêm, Trung Hiệp, Trung Thành Tây
- Đất phù sa phát triển sâu trên chân giồng cát (6 đơn vị đất): chiếm 40,35% nhóm đất phù sa, phân bố Trung Thành, Trung Thành Đông, thị trấn Vũng Liêm, Trung Ngãi, Trung Hiếu.

- Nhóm đất phèn tiềm tàng: chiếm 62,89% diện tích đang sử dụng của huyện, gồm có 5 nhóm phụ (22 đơn vị đất):

- Đất phèn tiềm tàng có tầng sinh phèn trong vòng 50 cm: chiếm 2,26% nhóm đất phèn tiềm tàng, phân bố ở Hiếu Thuận, Hiếu nhơn, Thanh Bình, Quới Thiện
- Đất phèn tiềm tàng có tầng sinh phèn từ 50 đến 80 cm: chiếm 34,28% nhóm đất phèn tiềm tàng, phân bố các xã Thanh Bình, Quới Thiện, Hiếu Nhơn, Hiếu Thuận, Trung Thành Tây, Tân An Luông, Quới An
- Đất phèn tiềm tàng có tầng sinh phèn từ 80 đến 120 cm: chiếm 45,24% nhóm đất phèn tiềm tàng, phân bố các xã Trung Chánh, Hiếu Phụng, Hiếu Nhơn, Hiếu Thuận, Tân An Luông, Trung An, Hiếu Thành
- Đất phèn tiềm tàng có tầng sinh phèn từ 120 đến 150 cm: chiếm 7,49% nhóm đất phèn tiềm tàng, phân bố các xã Hiếu Nhơn, Hiếu Thành, Trung An, Trung Hiệp, Tân An Luông
- Đất phèn tiềm tàng có tầng sinh phèn trên 150 cm: chiếm 10,73% nhóm đất phèn tiềm tàng, phân bố các xã Trung Nghĩa, Trung Ngãi, Hiếu Thành, Hiếu Nghĩa, Trung An, Trung Hiệp.

- Nhóm đất phèn phát triển: chiếm 4,88% diện tích đang sử dụng của huyện, gồm có 2 nhóm phụ (5 đơn vị đất):

- Đất phèn phát triển nông có tầng phèn từ 50 – 80 cm: chiếm 36,07% nhóm đất phèn phát triển, phân bố ở Hiếu Thuận, Hiếu nhơn, Trung Hiếu, Trung An, Hiếu Thành
- Đất phèn phát triển có tầng phèn từ 80 đến 120 cm: chiếm 63,93% nhóm đất phèn phát triển, phân bố các xã Trung Hiếu, Trung An, Hiếu Nhơn, Hiếu Thành, Hiếu Nghĩa.
- Trong đó, nhóm đất phèn tiềm tàng chiếm tỷ lệ cao (62,89%) phân bố tập trung ở các vùng trũng thấp (có tầng sinh phèn xuất hiện trong vòng 50cm đến 120cm).

- Nhóm đất cát giồng: chiếm 0,46% diện tích đất đang sử dụng. Phân bố ở vùng có địa hình cao thuộc xã Trung Thành, thị trấn Vũng Liêm và một phần ít ở Trung Ngãi.

#### Tài nguyên nước
Nguồn nước mặt: Nguồn nước mặt cung cấp chính cho toàn huyện chủ yếu từ Sông Cổ Chiên thông qua hệ thống các sông nhỏ như sông Măng Thít, Vũng Liêm, Mây Tức và hệ thống kinh rạch nội đồng cung cấp nước cho toàn bộ đất canh tác và sinh hoạt của huyện. Chất lượng nguồn nước được đánh giá như sau:
- Lượng nước mùa kiệt trên sông đủ thỏa mãn cho nhu cầu tưới của cây trồng và sinh hoạt và khả năng tải nước cực đại sông Tiền, sông Cổ Chiên lên tới 12.000 – 19.000m³/s (có chiều rộng từ 800 - 2000m và độ sâu từ 20 – 40m). Sông Măng Thít có chiều rộng trung bình 110 - 150m, chiều sâu từ 8 - 14m, có lưu lượng cực đại và bình quân chảy ra, vào tại 2 cửa: phía Cổ Chiên 1.500 – 1.650m³/s (bình quân 949 - 994m³/s); phía Sông Hậu 525 - 650m³/s (bình quân 310 - 435m³/s)
- Chất lượng nguồn nước có độ PH từ 6,8 – 7,0. Riêng mùa lũ, nguồn nước có lượng phù sa từ 200 – 450 g/m³, qua đó làm tăng độ phì nhiêu đất đai và tăng thêm nguồn lợi thủy sản từ tự nhiên trên địa bàn của huyện.

Nguồn nước dưới đất: Nước dưới đất của toàn tỉnh nói chung và của huyện Vũng Liêm nói riêng là khá phong phú, song việc khoanh định phạm vi phân bố và xác định trữ lượng, chất lượng nước để sử dụng cho mục đích sinh hoạt thì hạn chế. Trong những năm gần đây nước dưới đất được khai thác khá nhiều, chủ yếu là quy mô nhỏ và tầng khai thác là các tầng nước nông và đây là nguồn nước cấp cho sinh hoạt của nhiều hộ dân trong huyện. Nhìn chung, nước dưới đất tầng nông có độ cứng hơi cao, có calci carbonate và bị nhiễm mặn, ở một vài khu vực hàm lượng sắt và Asen khá cao. Do khai thác khá nhiều nên phần lớn nguồn nước dưới đất tầng nông có chất lượng khá tốt nhưng đã và đang bị ô nhiễm các thành phần dinh dưỡng, chất hữu cơ.

#### Tài nguyên khoáng sản
Tài nguyên sét: Theo kết quả điều tra, đánh giá tài nguyên sét trên địa bàn huyện năm 2010 cho thấy, toàn huyện có 27 thân sét phân bố tập trung ở các xã Trung Thành, Trung Hiệp, Quới An, Tân An Luông, Tân Quới Trung, Trung Chánh, Hiếu Phụng, Trung Hiếu, Trung An, Trung Ngãi, Trung Nghĩa, Hiếu Thành và xã Hiếu Nghĩa với diện tích có khả năng khai thác 7.776,5 ha, với tổng tiềm năng tài nguyên khoáng sản sét được đánh giá là 76,687 triệu m³, chiều dày thân sét trung bình là 0,99m và chiều dày tầng phủ trung bình là 0,23m.
Tài nguyên cát lòng sông: Theo kết quả QH thăm dò, khai thác, chế biến và sử dụng tài nguyên cát lòng sông tỉnh Vĩnh Long của công ty cổ phần địa chất và khoáng sản vào năm 2009, trong đó huyện Vũng Liêm có nguồn tài nguyên cát lòng sông khá phong phú, theo khảo sát có 4 thân cát tập trung ở các xã ven sông Cổ Chiên như: Quới An, Thanh Bình, Quới Thiện, Trung Thành Đông, Trung Thành tây với tổng chiều dài hơn 23,8 km, rộng trung bình 200 - 600m, độ dày cát từ 2,4 - 4,24m, chủ yếu là cát hạt nhỏ (0,24 - 0,1mm), hạt trung (0,5 - 0,25mm), cát hạt lớn (2 - 0,5mm) và nhóm bột sét (<0,1mm) với trữ lượng là 12,727 triệu m³.

#### Tài nguyên nhân văn
Nhân dân Vũng Liêm có truyền thống cách mạng kiên cường, ngoài kinh nghiệm sản xuất nông nghiệp, người dân Vũng Liêm còn có truyền thống sản xuất tiểu thủ công nghiệp như: trồng lát se lõi lát và dệt chiếu, thảm xuất khẩu,…
Dân số của huyện đến năm 2013 là 161.092 người, chiếm 15,48% tổng dân số toàn tỉnh, mật độ dân số bình quân 520 người/km², thấp hơn mật độ dân số của tỉnh là 684 người/km². Dân số của huyện có 95,92% sống ở khu vực nông thôn và khoảng 4,08% ở khu vực đô thị. Ngoại trừ thị trấn Vũng Liêm và trung tâm các chợ xã, dân cư của huyện thường phân bố thành các tuyến dọc theo các trục giao thông thủy bộ, riêng hai xã cù lao, dân cư sống theo hình thức vườn nhà, phù hợp với đặc điểm tập quán của vùng, thuận lợi về giao thông thủy bộ, về nguồn nước sinh hoạt, tiện canh tiện cư của nhân dân.
Phần lớn dân số của huyện sống theo đạo Phật với tục thờ cúng ông bà là một phong tục tập quán thuần tuý, trong đó dân tộc Kinh chiếm đa số 97,5%, dân tộc người Khơme chiếm 1,7%, dân tộc Hoa 0,4%, còn lại các dân tộc khác 0,4%. Đa phần người dân của huyện sống và canh tác sản xuất nông nghiệp, chủ yếu trồng lúa và làm vườn, trong đó có 2 xã cù lao Thanh Bình, Quới Thiện trồng cây ăn trái phát triển mạnh và đa dạng.

## Hành chính
Huyện Vũng Liêm có 20 đơn vị hành chính cấp xã trực thuộc, bao gồm thị trấn Vũng Liêm (huyện lỵ) và 19 xã: Hiếu Nghĩa, Hiếu Nhơn, Hiếu Phụng, Hiếu Thành, Hiếu Thuận, Quới An, Quới Thiện, Tân An Luông, Tân Quới Trung, Thanh Bình, Trung An, Trung Chánh, Trung Hiệp, Trung Hiếu, Trung Ngãi, Trung Nghĩa, Trung Thành, Trung Thành Đông, Trung Thành Tây.
| Đơn vị hành chính cấp xã  | Thị Trấn Vũng Liêm | Xã Hiếu Nghĩa | Xã Hiếu Phụng | Xã Hiếu Thành | Xã Hiếu Thuận | Xã Qưới An | Xã Qưới Thiện | Xã Tân An Luông | Xã Tân Qưới Trung | Xã Thanh Bình | Xã Trung An | Xã Trung Chánh | Xã Trung Hiệp | Xã Trung Hiếu | Xã Trung Ngãi | Xã Trung Nghĩa | Xã Trung Thành | Xã Trung Thành Đông | Xã Trung Thành Tây | Xã Hiếu Nhơn |
| ------------------------- | ------------------ | ------------- | ------------- | ------------- | ------------- | ---------- | ------------- | --------------- | ----------------- | ------------- | ----------- | -------------- | ------------- | ------------- | ------------- | -------------- | -------------- | ------------------- | ------------------ | ------------ |
| Diện tích (km²)           | 4.72               | 14.53         | 14.73         | 20.82         | 1.10          | 17.35      | 21.40         | 16.86           | 14.87             | 25.61         | 13.97       | 12.24          | 17.69         | 16.48         | 13.19         | 14.29          | 14.71          | 11.84               | 12.56              | 18.18        |
| Dân số (người)            | 6.934              | 8.621         | 8.966         | 9.224         | 6.629         | 9.051      | 10.085        | 11.379          | 8.686             | 11.339        | 6.756       | 6.528          | 9.630         |               | 7.861         | 8.300          | 9.036          | 5.143               | 5.437              | 9.366        |
| Mật độ dân số (người/km²) | 1.469              | 593           | 609           | 443           | 6.026         | 522        | 471           | 675             | 584               | 675           | 484         | 533            | 544           |               | 596           | 581            | 614            | 434                 | 433                | 515          |
| Số đơn vị hành chính      | 5 ấp, khóm         | 6 ấp          | 9 ấp          | 10 ấp         | 5 ấp          | 9 ấp       | 8 ấp          | 12 ấp           | 9 ấp              | 12 ấp         | 6 ấp        | 7 ấp           | 7 ấp          | 9 ấp          | 7 ấp          | 8 ấp           | 7 ấp           | 7 ấp                | 6 ấp               | 8 ấp         |
| Năm thành lập             | 1985               | 1985          | 1994          | 1985          | 1994          | 1994       | 1985          | 1994            | 1994              | 1985          | 1995        | 1994           | 1994          |               | 1994          | 1995           | 1994           | 1994                | 1995               | 1985         |
|                           |                    |               |               |               |               |            |               |                 |                   |               |             |                |               |               |               |                |                |                     |                    |              |

## Lịch sử

### Về tên gọi Vũng Liêm
Địa danh Vũng Liêm đã được nhắc đến trong bộ Hoàng Việt Nhất Thống Dư Địa Chí. Như vậy địa danh Vũng Liêm có ít nhất là trước hoặc trong giai đoạn những năm 1800-1806. Trong bộ sách địa lý này, Vũng Liêm được viết dưới dạng Hán ngữ là 泳濂.
Có giả thuyết cho rằng, Liêm đồng nghĩa với gỗ lim. Nhưng theo chữ Hán Liêm 濂 này, chữ Liêm 濂 thuộc bộ Thủy 氵(tức nước). Vì vậy, chữ Liêm 濂 không thể là chữ dùng để chỉ cho gỗ lim (thuộc bộ Mộc 木).
Lại có giả thuyết cho rằng, tên gọi Vũng Liêm xuất phát từ chữ "Mé Lim" (tiếng Khmer) mà ra .
Và theo tác giả Huỳnh Minh trong Vĩnh Long Xưa, sau khi viên Chủ tỉnh Vĩnh Long Félix Salicéti bị nghĩa quân Việt giết chết (15 tháng 2 năm 1872), quân Pháp hiệp với lực lượng của Trần Bá Lộc mở cuộc càn quét, và những người dân vô tội nơi đây đã bị thảm sát hàng loạt, thây chất đầy một vũng. Tương truyền, ở nơi đó thường có các oan hồn hiện ra, nên người dân gọi là "Vũng Linh". Về sau từ Vũng Linh được đọc trại ra thành Vũng Liêm . Nhưng giả thuyết này là sai, vì địa danh Vũng Liêm đã được chép trong bộ Hoàng Việt Nhất Thống Dư Địa Chí, và bộ sách địa lý này đã được biên soạn vào năm 1806, tức là bộ sách này đã có trước hơn 60 năm sự kiện trận Vũng Liêm năm 1872.

### Lịch sử
Từ ngày 25 tháng 1 năm 1908, Vũng Liêm là quận thuộc tỉnh Vĩnh Long với 3 tổng là Bình Hiếu với 4 làng, Bình Quới với 4 làng và Bình Trung với 6 làng.
Ngày 09 tháng 2 năm 1956, quận Vũng Liêm thuộc tỉnh Tam Cần.
Ngày 03 tháng 1 năm 1957, quận thuộc tỉnh Vĩnh Bình, gồm 3 tổng: Bình Hiếu với 3 xã, Bình Quới với 3 xã và Bình Trung với 3 xã, quận lỵ đặt tại xã Trung Thành.
Sau năm 1965, các tổng mặc nhiên giải thể.
Ngày 14 tháng 1 năm 1967, quận Vũng Liêm thuộc tỉnh Vĩnh Long.
Sau 30 tháng 4 năm 1975, Vũng Liêm là huyện của tỉnh Cửu Long, gồm 10 xã: Hiếu Phụng, Hiếu Thành, Quới An, Quới Thiện, Tân An Luông, Trung Chánh, Trung Hiệp, Trung Hiếu, Trung Ngãi và Trung Thành.

#### Từ năm 1976 đến nay
Ngày 27 tháng 3 năm 1985, địa giới hành chính huyện Vũng Liêm được điều chỉnh như sau: 
- Chia xã Hiếu Thành thành 3 xã: Hiếu Thành, Hiếu Nhơn và Hiếu Nghĩa
- Chia xã Quới Thiện thành 2 xã: Quới Thiện và Thanh Bình
- Tách ấp Phong Thới và ấp Trung Tín thuộc xã Trung Thành để thành lập thị trấn Vũng Liêm.

Ngày 26 tháng 12 năm 1991, tỉnh Cửu Long chia thành 2 tỉnh: tỉnh Vĩnh Long và tỉnh Trà Vinh.
Ngày 9 tháng 8 năm 1994, huyện lập thêm 6 xã: Nguyễn Việt Hùng, Lê Văn Hoàng, Lê Quang Phòng, Nguyễn Chí Trai, Hiếu Thuận và Tân Quới Trung.
Ngày 13 tháng 5 năm 1995, đổi tên 4 xã: 
- Đổi tên xã Nguyễn Việt Hùng thành xã Trung Thành Tây
- Đổi tên xã Lê Văn Hoàng thành xã Trung Thành Đông
- Đổi tên xã Lê Quang Phòng thành xã Trung An
- Đổi tên xã Nguyễn Chí Trai thành xã Trung Nghĩa.

Từ đó, huyện Vũng Liêm có 1 thị trấn và 19 xã như hiện nay.

## Kinh tế - xã hội

### Kinh tế

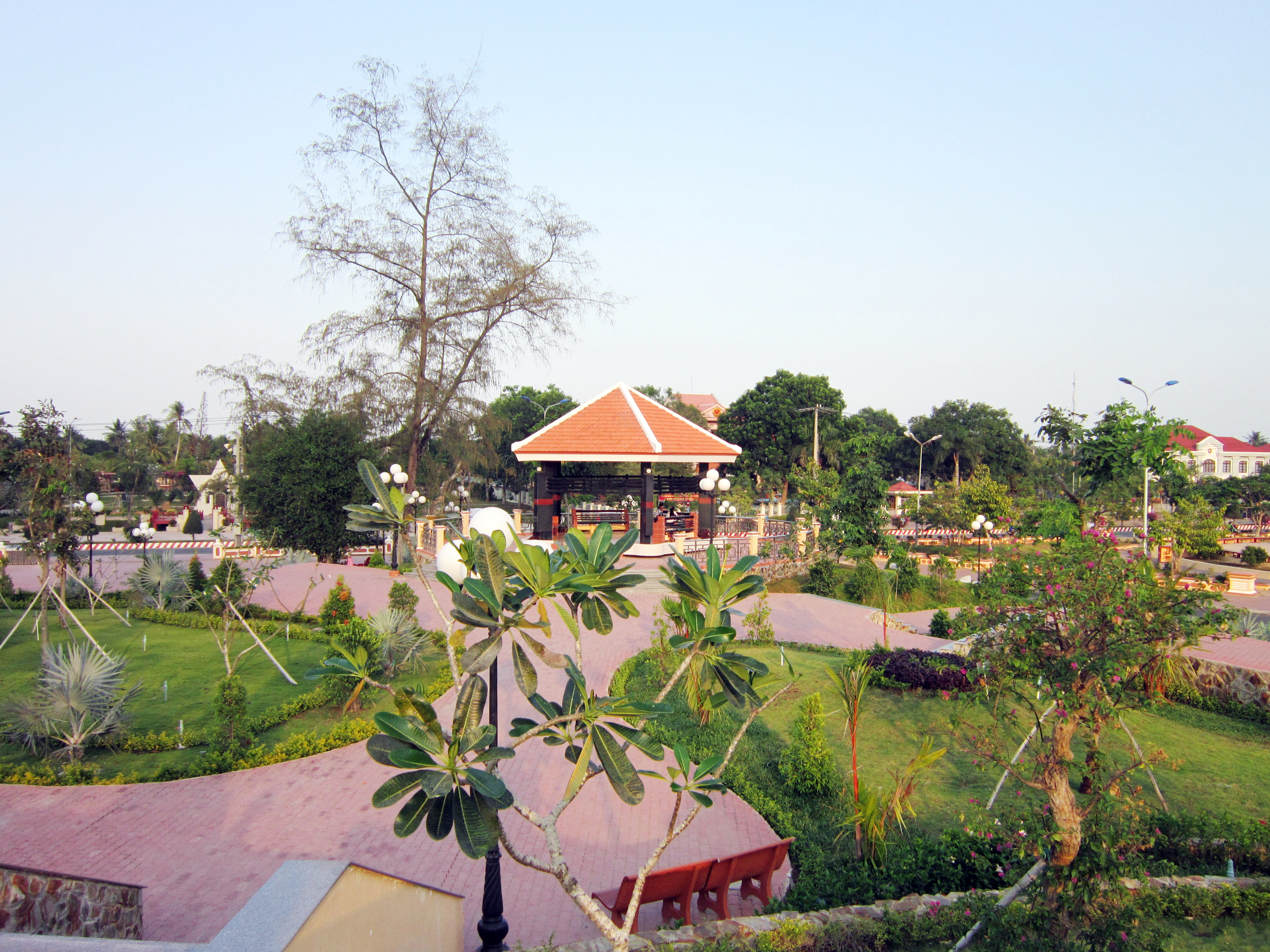
Công viên tại Khu tưởng niệm cố Thủ tướng Võ Văn Kiệt ở ngã ba An Nhơn

Địa hình Vũng Liêm thuộc đồng bằng duyên hải. Điều kiện thuận lợi phát triển nền kinh tế nông nghiệp. Huyện được xem là vùng sản xuất nhiều lúa gạo phẩm chất cao và gạo đặc sản. Huyện có 2 xã cù lao chuyên trồng cây ăn quả với nhiều loại trái cây đặc sản như: sầu riêng, bòn bon, măng cụt,… Ngoài ra, huyện cũng trồng nhiều cây công nghiệp như dừa, lác, đậu nành,… và cũng là huyện có đàn gia súc lớn nhất trong đó đàn bò còn nhiều tiềm năng.

### Xã hội

#### Giáo dục
Ngành giáo dục huyện Vũng Liêm cũng được chú trọng phát triển về quy mô trường lớp và chất lượng giáo dục. Trung tâm dạy nghề huyện được thành lập từ năm 2002. Trung tâm thường xuyên mở các lớp đào tạo ngắn hạn gồm: may công nghiệp, cơ khí (hàn, tiện), sửa chữa xe gắn máy, điện công nghiệp - dân dụng, thi lấy giấy phép lái xe mô tô hạng A1 và dạy nghề lao động nông thôn.
Ngoài ra, trung tâm còn liên kết các trường, cơ sở đào tạo trong và ngoài tỉnh được chấp thuận cho đào tạo dài hạn như: trung cấp chăn nuôi thú y, điện công nghiệp bậc 3/7, xe máy công trình bậc 3/7, trồng trọt bảo vệ thực vật, giới thiệu việc làm, và xuất khẩu lao động.

#### Y tế
Ngành Y tế huyện Vũng Liêm gồm có các đơn vị phòng Y tế, Bệnh viện đa khoa, Trung tâm y tế dự phòng và 20/20 xã, thị trấn đều có trạm y tế.

## Giao thông
Vũng Liêm có địa hình bằng phẳng, bị chia cắt bởi nhiều sông, rạch. Ngoài phương tiện giao thông bằng đường thủy, huyện Vũng Liêm còn có hệ thống đường bộ với Quốc lộ 53 chạy dài từ thành phố Vĩnh Long đến Trà Vinh, xuyên qua Vũng Liêm từ Cầu Mới đến cầu Mây Tức, và các đường tỉnh 902, 906, 907, liên xã,… Vũng Liêm cũng là nơi đầu tiên nổ ra Nam Kỳ Khởi Nghĩa ở Vĩnh Long, đồng thời đây cũng là quê hương của cố Thủ tướng Võ Văn Kiệt.

## Văn hóa - Du lịch

### Văn hóa
Huyện cũng có một số di tích văn hóa, lịch sử đáng để tham quan như: chùa Hạnh Phúc Tăng, đền Chu Văn Tiếp, đình Bình Phụng, tượng đài Đốc binh Lê Cẩn - Nguyễn Giao tại ngã ba An Nhơn, bia Nam Kỳ khởi nghĩa tại xã Thanh Bình.

### Du lịch
Vũng Liêm được thiên nhiên ưu đãi đất đai trù phú, cảnh quan sông nước, có 2 xã cù lao là Thanh Bình và Quới Thiện rất thích hợp cho phát triển du lịch sinh thái.
Ngoài ra còn những điểm tham quan nỗi tiếng như:
1. Khu tưởng niệm Cố thủ tướng Chính Phủ Võ Văn Kiệt
2. Khu di tích Đình Bình Phụng được xây dựng từ năm 1920 và được nhiều lần trùng tu đến nay tọa lạc tại ấp Bình Phụng, xã Trung Hiệp.
3. Chùa Hạnh Phúc Tăng hay còn gọi là Chùa Sanghamangala là một ngôi chùa cổ mang kiến trúc Khme được xây dựng từ năm 632 đến nay đã hơn 1000 năm tọa lạc tại ấp Trung Trạch, xã Trung Thành.
4. Nhà thờ Cù Lao Dài được xây dựng từ năm 1840 đến nay 
5. Khu di tích hồ Vũng Linh, nơi đây đã thảm sát gần 500 người trong thời kỳ chống Pháp.

## Người nổi tiếng
- Võ Văn Kiệt - nguyên Thủ tướng Chính phủ nước Cộng hòa xã hội chủ nghĩa Việt Nam - quê ở xã Trung Hiệp.
- Lê Cẩn - Nguyễn Giao
- NSND Thành Tôn - nghệ sĩ cải lương tuồng cổ.
- NSƯT Kim Tiểu Long - nghệ sĩ cải lương
- NSƯT THÀNH LỘC - Nghệ sĩ kịch